# Estnische Badmintonmeisterschaft 1977
Die Estnische Badmintonmeisterschaft 1977 fand im Februar 1977 in Tallinn statt. Es war die 13. Austragung der Titelkämpfe.

## Medaillengewinner
| Disziplin    | Gold                                               | Silber                                   | Bronze                                               |
| ------------ | -------------------------------------------------- | ---------------------------------------- | ---------------------------------------------------- |
| Herreneinzel | Alfred Kivisaar, Tallinn                           | Jaak Nuuter, Tallinn                     | Mart Siliksaar, Tartu raj                            |
| Dameneinzel  | Reet Kull, Tartu raj                               | Riina Kaarli, Tartu raj                  | Marika Dolotova, Tallinn                             |
| Herrendoppel | Alfred Kivisaar Toivo Raudver, Tallinn / Tartu raj | Jaak Nuuter Toomas Ristlaan, Tallinn     | Aleksander Adojaan Mart Siliksaar, Tartu / Tartu raj |
| Damendoppel  | Reet Kull Riina Kaarli, Tartu raj                  | Mare Reinberg Katrin Paeväli, Tallinn    | Marika Dolotova Skaidrite Nurges, Tallinn            |
| Mixed        | Mart Siliksaar Reet Kull, Tartu raj                | Alfred Kivisaar Marika Dolotova, Tallinn | Toivo Raudver Riina Kaarli, Tartu raj                |